# Бэнь (фамилия)

Иероглиф клана Бэнь

Бэнь (Ben) (трад. 賁, упр. 贲)  — китайская фамилия (клан). Значение иероглифа — быстро двигаться, быть энергичным. Согласно исследованию 2013 года, фамилия не входит в число 400 самых популярных фамилий в Китае Фамилия "Бэнь" входит в список Сто фамилий на 179 месте.

## Известные Бэнь 贲
- Мэн Бэнь (孟贲) - знаменитый храбрец древности, живший в Период Сражающихся царств[6].
- Бэнь Ли (贲　丽) — известный чиновник времён династии Хань.
- Бэнь Чанъэнь (贲 长恩, 1927 г.р.) — профессор Пекинского Университета традиционной китайской медицины * Уроженец провинции Цзилинь. Университет основан в 1956 году, располагается в микрорайоне Чаоян.[7]